# Fiat C.R.41
Il Fiat C.R.41 era un caccia monomotore biplano sviluppato dall'azienda italiana Fiat Aviazione nella seconda parte degli anni trenta e rimasto allo stadio di prototipo.
Sostanzialmente una versione ingrandita del precedente C.R.40, Il C.R.41 era caratterizzato dall'adozione di un più potente motore radiale 14 cilindri Gnome-Rhône 14Kfs da 900 CV (662 kW).

## Storia del progetto
Progettato dall'ingegner Celestino Rosatelli era uno sviluppo del precedente C.R.40 del quale manteneva le impostazioni generali.
Il prototipo venne portato in volo per la prima volta il 30 marzo 1935 ma venne giudicato sottopotenziato per le esigenze che si prefiggeva il progetto. Ne fu quindi successivamente realizzata una variante dotandola di un apparato propulsivo di produzione aziendale, il Fiat A.59 R, anch'esso radiale ma 9 cilindri a singola stella, versione su licenza dello statunitense Pratt & Whitney R-1690 Hornet capace di sviluppare una potenza da 700 CV ed abbinato ad un'elica tripala metallica a passo variabile. Vennero provati tra il 1935 ed il 1937, ma la velocità massima di 381 km/h, ottenuta a 5 000 m di quota, fu giudicata deludente. Il progetto venne quindi abbandonato a favore di un nuovo progetto, il C.R.42, che abbinava il radiale con la formula sesquiplana del C.R.32.

## Tecnica
Il C.R.41 manteneva l'impostazione del C.R.40 con l'ala superiore a gabbiano collegata direttamente alla fusoliera, che lo differenziava dagli altri caccia sesquiplani di suo progetto, come il C.R.32.
Realizzato in tecnica mista, con una struttura metallica in tubi d'acciaio saldato ricoperti da tela, il C.R.41 introduceva rispetto al suo predecessore un impennaggio dotato di deriva di maggiori dimensioni per garantire una migliore stabilità direzionale.

## Varianti
- Versione con motore Fiat A.59 R da 700 CV.